# Lydia Chagoll
Lydia Chagoll, née Lydia Aldewereld le 16 juin 1931 à Voorburg aux Pays-Bas et morte à Overijse en Belgique le 23 juin 2020, est une danseuse, chorégraphe, actrice, réalisatrice, scénariste et écrivaine belge d'origine néerlandaise.

## Biographie
Lydia Aldewereld est la fille d'un juif anti-fasciste qui dirigeait un hebdomadaire néerlandais de gauche.
Elle n'a qu'un an lorsque ses parents décident, en 1932, de s’installer, avec sa sœur et elle, en Belgique. Sa famille part en exode le 10 mai 1940 et séjourne au camp de réfugiés de La Fourguette à Toulouse. La famille arrive ensuite aux Indes néerlandaises où elle est internée dans plusieurs camps japonais, dont elle est libérée fin octobre 1945. Son père, est enrôlé dans l'armée néerlandaise, et se retrouvera dans plusieurs camps japonais de prisonniers de guerre. Ces expériences de vie alimentent à la fois ses inlassables combats antifascistes et antiracistes et sa lutte pour les droits des enfants.
Revenue en Belgique, elle suit des études en langues germaniques à l'Université libre de Bruxelles et un cours de danse à l'École supérieure d'études chorégraphiques (ESEC) de Paris. Elle suivit également des cours de danse classique et moderne aux Pays-Bas, en France, en Allemagne et aux Etats-Unis. Son nom de scène Chagoll a été adopté par Lydia Aldewereld en 1951. Le nom fait référence à la danseuse et soliste juive polonaise Chaja Goldstein, qui a profondément marqué la jeune Lydia.
De 1948 à 1973, elle pratique la danse, l'enseigne et crée plusieurs chorégraphies, dont les principales pour le Ballet Lydia Chagoll qu'elle fonde en 1960.
Dès cette époque, elle écrit de nombreux livres et articles sur la danse, sur l'enfance maltraitée et sur la Seconde Guerre mondiale. Elle réalise également plusieurs films pour le cinéma et la télévision à partir de 1953 (essentiellement pour la BRT).
En 1959, elle publie Plaidoyer pour le ballet belge, revendiquant la mise sur pied et le financement public d'une compagnie de ballet nationale. Cette idée trouvera son aboutissement (fortuit) dans le Ballet du XXe siècle que Maurice Béjart créera l'année suivante.
En 1974, elle rencontre le cinéaste et documentariste belge Frans Buyens (1924-2004) et le couple entreprend la réalisation de nombreux documentaires sur le nazisme et le IIIe Reich, sur le rôle de l'empereur Hirohito durant la guerre, sur les grèves de 1960 en Belgique et les combats sociaux. Jusqu'à la mort de son compagnon, ils réalisent trente et un films communs.
Elle fonde l'ASBL « Pour un sourire d'enfant », reprise par la Fondation Roi Baudouin pour le prix annuel qui consiste en un travail qui met les droits de l'enfant en pratique.
À 83 ans, elle réalise un documentaire sur la persécution des gitans. Elle est morte à Overijse le 23 juin 2020.
Lydia Chagoll repose à Tamise, aux côtés de son compagnon de vie Frans Buyens[réf. nécessaire].

## Honneurs
Lydia Chagoll a également travaillé comme consultante laïque dans des prisons pour hommes. En 1999, les autorités académiques de la Vrije Universiteit Brussel lui remettent le titre de docteur honoris causa.
En 2014, elle a reçu le « Prix de la démocratie » pour son combat passionné pour un monde meilleur.

## Publications
- Plaidoyer pour le ballet belge, éditions Lumière, 1959.
- Précis de l'enseignement de la danse classique, Erasmus, 1965.
- In naam van de Führer : filmtekst, Brussel, Elsevier-Manteau, 1979  (ISBN 9022307190); Antwerpen - Berchem, EPO, 1990. (Au nom du Führer : texte du film)
- Zes jaren en zes maanden, Standaard, 1981  (ISBN 9789002144929). (Six ans et six mois)
- Buigen in Jappenkampen : herinneringen van een kind dat aan de nazi's is ontsnapt maar in Japanse kampen terecht is gekomen, Leuven, Infodok, 1986  (ISBN 9065651403).
- Hirohito, keizer van Japan : een vergeten oorlogsmisdadiger?, Antwerpen, Houtekiet, 1988  (ISBN 9050670644).
- Hirohito, empereur du Japon : un criminel de guerre oublié ?, EPO, 1988  (ISBN 2872620281).
- Impressies in het groen, Antwerpen, Houtekiet, 1990, avec des dessins de Marine Rodna  (ISBN 9052400636). (Impressions dans le vert)
- Une enfance dans les camps japonais, Luc Pire, 2002  (ISBN 2930240784).
- Voor een glimlach van een kind : integrale tekst van de film over kindermishandeling, Antwerpen - Berchem, EPO, 1992  (ISBN 9064456992). (Pour le sourire d'un enfant : texte intégral du film sur l'enfance maltraitée)
- Gedachten heen en weer, Antwerpen - Berchem, EPO, 1999  (ISBN 9064451664). (Pensées pesées et repesées)
- Zigeuners' : Sinti en Roma onder het hakenkruis, Antwerpen - Berchem, EPO, 2008  (ISBN 9789064454943).
- Tziganes sous la croix gammée, Luc Pire, 2009  (ISBN 9782507001629).

## Filmographie sélective
- 1977 : Au nom du Führer (prix André-Cavens), Un film sur le totalitarisme nazi compose pour moitié de récit historique et pour moitié d'interviews de résistants contre ces régimes.
- 1979 : Un jour, les témoins disparaîtront où dix anciens déportés accompagnent une centaine de jeunes gens dans une visite du camp d'Auschwitz.
- 1982 : Pour un sourire d'enfant (docufiction sur la violence contre les enfants, interprété par des marionnettes)
- 1997 : Savoir Pourquoi en collaboration avec Frans Buyens : documentaire de 9 heures, radiographie du nazisme et, séparément, témoignages de plusieurs résistants belges, femmes et hommes.
- 1999 : Het Verhoor [L’interrogatoire] : film d'après la pièce de théâtre de Robert Pinget pour la VRT
- 2014 : Ma Bister[3](littéralement : Souviens-toi, documentaire sur la vie des Sintis et des Roms, Lydia Chagoll dénonce, à partir d'images d'archives le génocide perpétré contre ces peuples par le régime nazi).